# 一条頊子
一条 頊子（いちじょう ぎょくし/たまこ、文永5年（1268年） - 建武5年/延元3年3月26日（1338年4月16日））は、鎌倉時代後期の女官、歌人。摂政関白・一条実経の娘で、母は平成俊の娘。院号は万秋門院。

## 生涯
17歳年下の後二条天皇の後宮に入り、乾元2年（1303年）3月5日、従三位・尚侍となる。子女はなかった。天皇の崩御により徳治3年（1308年）閏8月に落飾。元応2年（1320年）准三宮となり、万秋門院の院号が与えられた。建武5年/延元3年（1338年）3月26日、71歳で死去。『新後撰和歌集』以下の勅撰和歌集には31首が入集しており、歌人としての活動も見られる。
頊子の院号宣下について、花園院は「伝聞。尚侍項子院号云々。万秋門之由治定云々。院号以無其寄、定有子細歟。後聞。又有准后宣下事云々。是永嘉門院妹云々。是何故乎。」と記しており、同時代人にとっても疑問のあるものであったようである。
『増鏡』では、後二条天皇がまだ幼少だった頃より上臈局として仕え、堀川基俊（後二条天皇の叔父）と深い仲だったが、基俊が関東に下った後に、後宇多上皇（後二条天皇の父）の寵愛を受けたとある。